# Lago Neuhofer
El lago Neuhofer (en alemán: Neuhofersee) es un lago situado en el distrito de Mecklemburgo Noroccidental, en el estado de Mecklemburgo-Pomerania Occidental (Alemania), a una altitud de 18.1 metros; tiene un área de 79 hectáreas.